# کولدو گیل
کولدو گیل (اسپانیایی: Koldo Gil‎؛ زادهٔ ۱۶ ژانویهٔ ۱۹۷۸) دوچرخه‌سوار اهل اسپانیا است.
از باشگاه‌هایی که در آن رکاب زده‌است می‌توان به تیم موویستار، تیم اونسه، و سونیر دوال-پرودیر اشاره کرد.